# Cryomonadida
Die Cryomonadida sind eine Gruppe heterotropher Protisten, die zu den Cercozoa gehören. 

## Merkmale
Die Cryomonadida sind Einzeller, die von einer mehrschichtigen Hülle aus organischem Material umgeben sind. Sie besitzen zwei ungleich lange Geißeln und einen einzelnen Zellkern mit auffälligem Nukleolus. Die Übergangszone der Geißeln besitzt eine Helix; axiale Stäbe im Bereich der Geißeln fehlen. Sie haben einen seitlich sitzenden Zellmund (Cytostom), von dem ausgehend auch die Pseudopodien gebildet werden. Ihre Mitochondrien besitzen tubuläre Cristae. Die Vertreter besitzen lange Extrusomen. 

## Systematik
Die Cryomonadida wurden 1993 für die Gattung Cryothecomonas errichtet. Adl et al. führten die Gruppe in ihrer Systematik 2005 nicht, sondern stellten die Gattung als incertae sedis zu den Cercozoa. Es zeigte sich jedoch, dass außer Cryothecomonas auch andere Gattungen sowie bislang unbeschriebene DNA-Umweltproben in diese Gruppe gehören. Daher werden die Cryomonadida von Pawlowski 2008 als eine der Gruppen der Kern-Cercozoa geführt.
Innerhalb der Cercozoa sind die Ebriacea die Schwestergruppe der Cryomonadida, auch Pseudodifflugia ist nahe verwandt.
Zur Gruppe werden folgende Gattungen gezählt:
- Cryothecomonas
- Protaspis grandis[3]
- Lecythium[3][4]

## Belege
- Thomas Cavalier-Smith: The Protozoan Phylum Opalozoa. Journal of Eukaryotic Microbiology, Band 40, 1993, S. 609–615.
- Mona Hoppenrath, Brian S. Leander: Ebriid Phylogeny and the Expansion of the Cercozoa. Protist, Band 157, 2006, S. 279–290, doi:10.1016/j.protis.2006.03.002